# Obroatis cratinus
Obroatis cratinus là một loài bướm đêm trong họ Erebidae.